# Аморейринья
Эури́педиш Дэние́л Ада́н Аморейри́нья (порт. Eurípedes Daniel Adão Amoreirinha; род. 5 августа 1984 года в Вила-Франка-ди-Шира) — португальский футболист, центральный защитник.

## Клубная карьера
Аморейринья начинал свою карьеру в академии «Бенфики». В 1999 году он ушёл в «Алверку». После своего первого взрослого сезона «Алверку» (где защитник принял участие в 31 матче чемпионата) он вернулся в родную «Бенфику». Но за три сезона в этой команде Аморейринья провёл лишь восемь встреч. Он получал игровую практику в арендах, сначала в «Эшторил-Прае» (восемь матчей, один гол), а потом в «Эштреле» (сорок девять матчей за два двухгодичную аренду). В 2007 году он расторгнул контракт с «Бенфикой» и перешёл в румынский «ЧФР» на правах свободного агента. Но за этот клуб Аморейринья провёл всего два матча первой половины сезона. Во второй части чемпионата он играл на правах аренды в «УТА». Игрок не стал продлевать свой однолетний контракт с «ЧФР» и ушёл в «Академику». За два сезона в этой команде он провёл 24 матча. Летом 2011 года Аморейринья перешёл в «Виторию»

## Карьера в сборной
Аморейринья играл в молодёжных сборных своей страны во всех возрастных категориях. Он был участником не очень удачного для молодёжной сборной Португалии ЕВРО-2007 (до 21 года), а также серебряным призёром Чемпионата Европы-2003 (до 19).

## Достижения
- Победитель Второй лиги Португалии: 2004/05
- Обладатель Суперкубка Португалии: 2005
- Серебряный призёр Чемпионата Европы-2003 (до 19)